# Leucopis ceratophalla
Leucopis ceratophalla är en tvåvingeart som beskrevs av Tanasijtshuk 1970. Leucopis ceratophalla ingår i släktet Leucopis och familjen markflugor.
Artens utbredningsområde är Mongoliet. Inga underarter finns listade i Catalogue of Life.